# Eucopia australis
Eucopia australis is een kreeftachtigensoort uit de familie van de Eucopiidae. De wetenschappelijke naam van de soort is voor het eerst geldig gepubliceerd in 1852 door Dana.